# Darcy Sharpe
Darcy Sharpe (Calgary, 9 de febrero de 1996) es un deportista canadiense que compite en snowboard. Su hermana Cassie compite en esquí acrobático.
Ganó una medalla de plata en el Campeonato Mundial de Snowboard de 2015, en la prueba de big air. Adicionalmente, consiguió cinco medallas en los X Games de Invierno.

## Medallero internacional
| Campeonato Mundial | Campeonato Mundial    | Campeonato Mundial | Campeonato Mundial |
| Año                | Lugar                 | Medalla            | Prueba             |
| ------------------ | --------------------- | ------------------ | ------------------ |
| 2015               | Kreischberg (Austria) | Medalla de plata   | Big air            |

| X Games de Invierno | X Games de Invierno    | X Games de Invierno | X Games de Invierno |
| Año                 | Lugar                  | Medalla             | Prueba              |
| ------------------- | ---------------------- | ------------------- | ------------------- |
| 2018                | Aspen (Estados Unidos) | Medalla de plata    | Slopestyle          |
| 2020                | Aspen (Estados Unidos) | Medalla de oro      | Slopestyle          |
| 2020                | Aspen (Estados Unidos) | Medalla de plata    | Rail Jam            |
| 2020                | Hafjell (Noruega)      | Medalla de bronce   | Big air             |
| 2024                | Aspen (Estados Unidos) | Medalla de bronce   | Knuckle huck        |